# مارشال نیلان
مارشال نیلان (انگلیسی: Marshall Neilan؛ ۱۱ آوریل ۱۸۹۱ – ۲۷ اکتبر ۱۹۵۸) فیلم‌نامه‌نویس، تهیه‌کننده، کارگردان و هنرپیشه اهل ایالات متحده آمریکا بود.

## گزیده فیلمشناسی

### هنرپیشه
- مادام باترفلای (۱۹۱۵) - ستوان پینکرتون
- موش‌ها و آدم‌ها (۱۹۱۶) - کاپیتان جرج لاول
- بحران (۱۹۱۶) - کلارنس کالفکس
- بابا لنگ‌دراز (۱۹۱۹) - جیمی مک براید
- ستاره‌ای متولد شده‌است (۱۹۳۷) - برت (در فیلم ذکر نشده)

### کارگردان
- بابا لنگ‌دراز (۱۹۱۹)
- تس دوربرویل (۱۹۲۴)
- مایک (۱۹۲۶)
- دیپلماسی (۱۹۲۶)
- مرا به خانه ببر (۱۹۲۸)
- حقیقت تلخ (۱۹۲۹)

### نویسنده
- مایک (۱۹۲۶)
- فرشته‌های جهنم (۱۹۳۰، داستان)
- ماجراهای تام سایر (۱۹۳۸، در فیلم ذکر نشده)